# Brzyska Wola
Brzyska Wola is een plaats in het Poolse district  Leżajski, woiwodschap Subkarpaten. De plaats maakt deel uit van de gemeente Kuryłówka en telt 1500 inwoners.